# Langue anglo-bavaroise

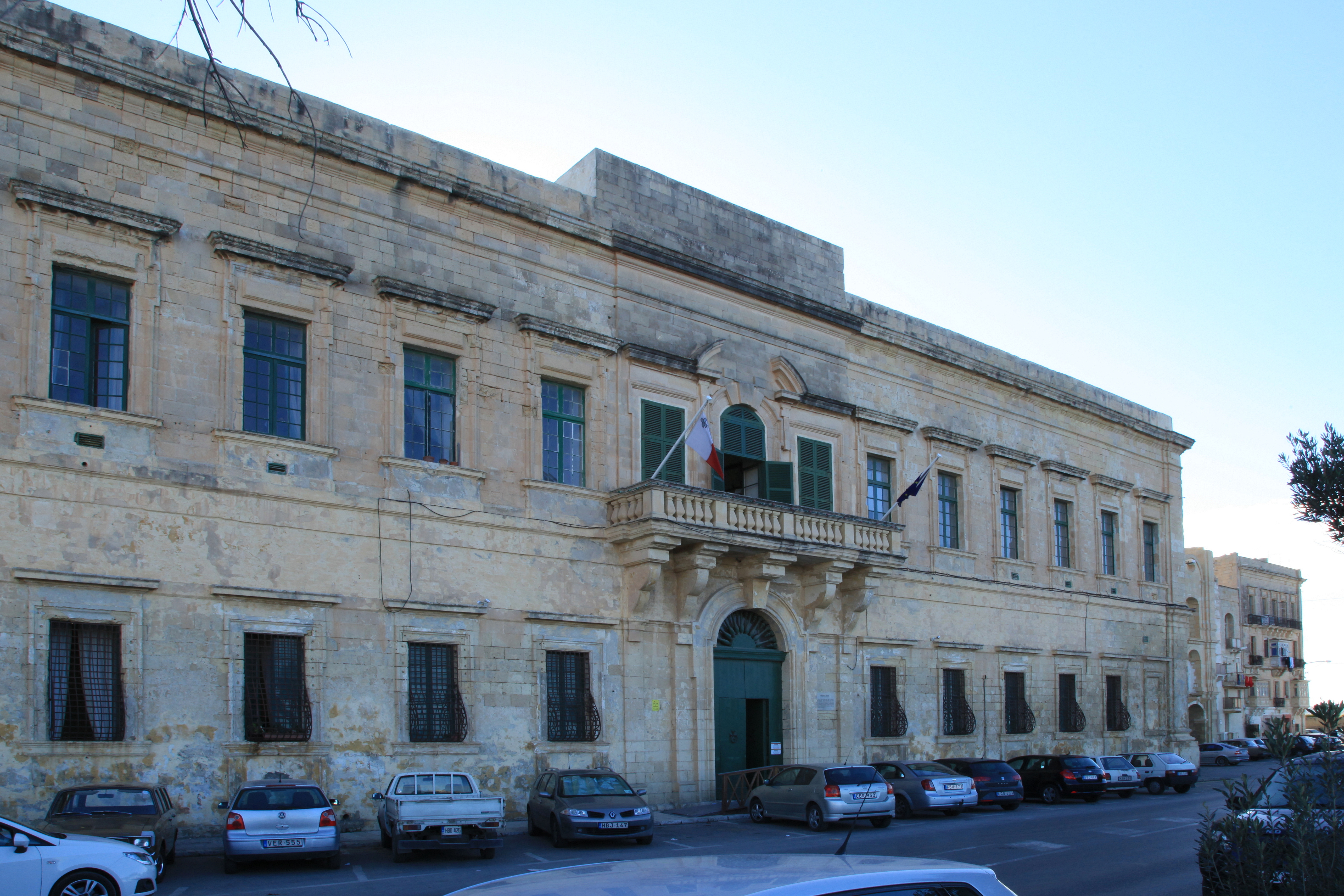
Auberge de Bavière à La Valette

La langue anglo-bavaroise était, avec celles de Provence, d'Italie, de France, de Castille, d'Aragon, d'Allemagne, et d'Auvergne, est l'une des huit langues (ou « provinces ») des Hospitaliers de l'ordre de Saint-Jean de Jérusalem, qui existaient à la fin du XVIIe siècle.

## Historique
La langue anglo-bavaroise est créée en 1776 par la fondation du grand prieuré de Pologne et de celui de Bavière en 1780. Le grand prieuré de Pologne est exproprié en 1810 et celui de Bavière en 1818. Elle est l'héritière de la langue d'Angleterre dissoute en 1540 et de la langue d'Allemagne passée à la religion protestante en 1538 pour les prieurés de Dacie, de Hongrie et du grand bailliage de Brandebourg.
C'est en son sein qu'est créé le dernier prieuré de l'Ordre : le grand prieuré russe de Saint-Pétersbourg, constitué le 15 janvier 1797 par une convention entre l'empereur de Russie Paul Ier et l'ordre de Saint-Jean de Jérusalem à la demande du bailli Giulio Litta représentant de ce dernier auprès de la cour russe.

## Grand prieuré de Pologne
Le grand prieuré de Pologne comprend 29 commanderies.

### Liste des commanderies
|  | Commanderie | Origine | Création | Dévolution | Diocèse | Protection | Observations |
|  | ----------- | ------- | -------- | ---------- | ------- | ---------- | ------------ |
|  |             |         |          |            |         |            |              |
|  |             |         |          |            |         |            |              |
|  |             |         |          |            |         |            |              |
|  |             |         |          |            |         |            |              |
|  |             |         |          |            |         |            |              |

## Grand prieuré de Bavière
Le grand prieuré de Bavière comprend 28 commanderies.

### Listes des commanderies
|  | Commanderie | Origine | Création | Dévolution | Diocèse | Protection | Observations |
|  | ----------- | ------- | -------- | ---------- | ------- | ---------- | ------------ |
|  |             |         |          |            |         |            |              |
|  |             |         |          |            |         |            |              |
|  |             |         |          |            |         |            |              |
|  |             |         |          |            |         |            |              |
|  |             |         |          |            |         |            |              |

## Grand prieuré de Russie
Le grand prieuré de Russie comprend une seule commanderie, celle du prieuré hospitalier de Gatchina avec un Palais à Saint Petersboug, le Palais Vorontsov.

## Sources et bibliographie
- H. J. A. Sire, The Khigths of Malta, Yales University Press, 2005